# 沈める滝
『沈める滝』（しずめるたき）は、三島由紀夫の長編小説。原題は旧漢字の『沈める瀧』である。愛を信じないダム設計技師が建設調査の冬ごもりの間、或る不感症の人妻と会わないことで人工恋愛を合成しようとする物語。ダム建設を背景にした一組の男女の恋愛心理の変化を軸に、芸術と愛情の関連を描いた作品である。人間を圧倒する超絶的な自然環境の中で推移する男の心理、やがてダムによって沈む小さな滝に象徴される女、人間主義的な同僚との絡み合いを通じ、冷徹な物質の世界と感情に包まれた人間の世界との対比や、社会的効用主義に先んずる技術者（芸術家）の純粋情熱が暗喩的に描かれ、自然と技術（芸術）との相互関係が考察されている。
1955年（昭和30年）、雑誌『中央公論』1月号から4月号に連載され、同年4月30日に中央公論社より単行本刊行された。文庫版は1959年（昭和34年）8月25日新潮文庫より刊行された。

## 主題・文体
三島の『沈める滝』創作ノートの初期段階には、〈ダム（芸術の象徴）が、何ものにも関係しないといふ確信。何の関係も考へず、たゞダムの完成のみに盲ら滅法に邁進〉と記され、芸術と愛情（あるいは人間関係や生活）との関連を主題にしたものとなっている。
また、主人公（Hero）と対立する功利主義者でダムの効用のみ考える瀬山の人物設定の腹案について以下のように記されている。
文体については、「スタンダール、プラス鴎外」の影響を取り入れたものだと三島は説明している。また『沈める滝』には、〈かつての気質的な主人公と、反気質的な主人公との強引な結合〉があるとし、〈不透明な過渡期の作品〉だと位置づけて自作解説している。

## 作品背景・モデル
モデルのダムは奥只見ダムと須田貝ダムで、三島は1954年（昭和29年）10月に現場取材旅行に行き、実際に越冬した電力会社社員から聞き取りをしている。また、作中に登場する人妻の和服や振舞いの描写は、三島が執筆当時に交際していた赤坂の料亭の娘・豊田貞子の着物を参考にしていたとみられている。この女性は短篇『橋づくし』の主人公・満佐子のモデルにもなっている。
なお、『沈める滝』の取材過程で三島が耳にした実話（九頭竜川ダム汚職事件や吹原産業事件に類する話）をもとに作品化した短編に『山の魂』がある。

## あらすじ
土木技師の城所昇は祖父・九造が会長をしていた電力会社でダム設計をしている。昇の両親は早世し、祖父に育てられ、与えられた玩具は発電機の模型や石と鉄ばかりだった。昇は数学が得意だったが情操や感動に欠け、塗り絵は馬も兎もみな灰色に塗ってしまう子供だった。成長した昇はぼんやり立っているだけで女に感動を与える美男子となり、色事は数知れなかった。しかし昇は同じ女と再び床を共にすることはなく、特定の女を愛することはなかった。朝が来ると昇は、火のように熱い足の女たちの具体性から一刻も早く逃げ出したいと思うのだった。
ある晩夏の朝、昇は多摩川のほとりで和服の美しい女に会った。その女・菊池顕子は人妻だったが不感症であった。昇との一夜で顕子は演技もせずに石像のように横たわっていた。顕子は今まで何人かの男と寝たが、いつも結果は同じであった。数々の女との逸楽に倦き、誰も愛さなかった昇は、感動しない顕子に自分と似た親しみを感じた。昇は顕子に、「誰をも愛することのできない二人がこうして会ったのだから、嘘からまことを、虚妄から真実を作り出し、愛を合成することができるのではないか。負と負を掛け合わせて正を生む数式のように」と提案した。
今まで本社勤務で優遇されていた昇は、3年計画のダム建設現場への赴任を志願した。昇は顕子と会わずに手紙だけで人工恋愛を作り上げようと思っていた。10月下旬、新潟県K町（小出町）に降り立った昇を、一足先にK町の事務所 に赴任していた総務課の瀬山が出迎えた。瀬山は城所九造家の書生をしていた7歳上の男で昇の幼い頃の知り合いでもあった。昇は、奥野川ダムサイト現場の技師長に半年間の冬ごもりまでも申し出た。町への道路がまだ整備されていないため、初年の気象観測や積雪調査は健康な技師10名が山ごもりをしなければならなかった。
冬になる前、現場宿舎に顕子からの恋文が届いた。手紙は嘘をついてもよいというルールだったが、昇はあえてそれに素直でありのままの素朴な返事を書いた。技師たちと友だちとなり、都会にいた時の自分とは別人のような暮らしぶりや、川の上流で顕子に似た小滝を見つけたことを綴った。2度目に来た顕子の恋文に昇は少なからず感動した。越冬態勢になると直接手紙のやりとりはできないため、昇は嘘のつもりで最後の手紙に「愛している」と書いた。
宿舎の越冬準備が済み、最後に医薬品を届け終りK町へ帰ろうとした事務の瀬山は、ランドローヴァーのエンジンが故障する災難に見舞われ、技師たちと一緒に冬ごもりをするはめになった。最初はジタバタしていた瀬山もそのうち落着き、夜の宿舎で昇たちと「技術と人間との問題」について議論を戦わすようになった。物事のすべてを人間との関係や人間の効用に結びつけたがる瀬山に対し昇は、技師者の情熱とはエベレスト征服の情熱と似たもので、技術は自然と人間との戦いであると共に対話でもあり、自然の未知の効用を掘り出すために、おのれの未知の人間的能力を自覚する一種の自己発見であるという考えだった。
顕子からの簡素な便りは定期的に無電交換手から伝えられ、ある日にはK町に来た顕子の声が無電で直に聴くことができた。昇は顕子に早く会いたいと思った。深い雪に閉ざされた長期環境で不安になる若者の中で昇だけが超然とし、彼は他の技師たちから何かと頼りにされる存在となった。年が明け、上流の方で壮絶な大雪崩があった。自然の轟音のお祭騒ぎの後、春にそなえていた樹々の無慚な死の惨劇を昇は見た。
ある日、瀬山と炊事夫が口争いをしていた。2月になり食事が貧しくなり、味噌汁は日に日にただのお湯のようになってきた。ビタミンC不足から歯茎から出血する者も出はじめた。元から本社の見積りが甘かった上に、瀬山が私腹をこやすため気軽な気持で食糧の量をごまかしていたからだった。昇は瀬山を殴り、何とかするように命じた。3月1日に不足分の食糧は無事ヘリコプターで届けられた。やがて春の訪れが近くなり、生れ変わった気分の昇は、瀬山に対する寛恕や友情の気持から、顕子への自分の恋心を打ち明けた。差し障りのない内容の手紙も一通見せた。瀬山に彼女のどこが好きなのかを訊ねられた昇は、「あの人は感動しないから、好きなんだ」と答えた。
6月3日に冬ごもりが終了し、越冬者たちは2週間の休暇が与えられた。下山した昇には町や人々の何もかもが新鮮に映った。上野駅で出迎えた顕子と昇は、山の手の宿へ泊まった。顕子の不感症は治っていた。他の男が治したのかと昇は疑ったが、幸福そうな顕子は昇の勘違いを笑い、夫と離婚すると言った。翌朝は洋品店で、昇と自分のイニシャルと昨夜の日付を彫った銀のシガレット・ケースを注文した。顕子は今まで会った女の誰よりも凡庸な女になった。冷たくそっけない魅力だった顕子は不感症が治っても、もう一段独創的な女になると予想していた昇は急速に醒めていった。昇の変化に気づいた顕子は自分に似ているという小滝が見たいと言い、ダム現場に戻る昇に同行した。顕子はK町の宿・奥野荘に滞在した。しかし昇は技師たちと過ごす時の方が楽しかった。昇はダム建設現場で人間的規模を超えた石と鉄の世界にいる時こそ逆説的に、自分の中に人間的情熱や喜びを見出した。
顕子の夫・菊池祐次郎が昇の宿舎を訪ねてきた。証券会社経営者の菊池は自分の社会的体裁しか重んぜず、妻の不感症が治った秘訣を教えていただきたいとまで言う感情のない慇懃な男だった。菊池は今後も妻と付き合う気があるなら便宜をはかると言ったが、昇はその意志がないことを告げた。顕子と別れたかった昇は内心ほっとした。翌日、瀬山が宿舎に来た。昇は、菊池へ密告をしたのが瀬山だとわかった。拳の一件の復讐のつもりが逆効果となった瀬山が滑稽だった昇は、彼の前で落ち込んでいる演技をした。ところが消沈する様子の昇を見ているうち瀬山は急に良心に苛まれ、城所家の書生だった頃の従者の魂に目覚め急いで部屋を飛び出し、顕子のいる奥野荘へ電話をかけた。
瀬山の異変に気づき、電話を聞いた昇は近道で奥野荘へ先回りして待ち伏せした。宿の前の林の中で顕子を迎えた瀬山は、昇がいかに顕子を愛しているかを善意で知らせていた。そして冬ごもり中に昇が言った、「あの人は感動しないから、好きなんだ」という言葉を顕子に教えた。顕子の顔は絶望に襲われ蒼白になり、驚く瀬山を残し、両手で顔を覆って駆け去った。その晩の深夜、奥野荘から顕子が行方不明になったと連絡があり、瀬山と昇は自転車で駆けつけた。夜明けに顕子の遺体がダムサイト下流で見つかった。宿には、「あなたはダムでした。感情の水を堰き、氾濫させてしまうのです。生きているのが怖ろしくなりました。さようなら。顕子」という昇宛の遺書があった。警察の訊問の後、瀬山は昇にすがりつき泣いて謝った。昇は涙が流れるのも意識しないで、顕子の死とあの遺書が、生涯自分を嘲りつづけるだろうと思った。
奥野川ダムは着工5年後の2月に完成した。この年、昇は33歳となった。技術者として成功した昇は9月に渡米後、また新しいダムを設計する予定だった。それが完成する頃には40歳近くになる。死ぬまでに俺はいくつダムを作れるだろうかと昇は思った。アメリカへ発つ前の夏、昇は知人たちをダムへ招いた。顕子の小滝が沈んだ場所で昇は、「丁度俺の立っているこの下のところに小さな滝があったんだ」と、知人の一人の酒場のマダムに言った。煙草を喫みながら苦労のない声で、「あなたもそろそろお嫁さんをお迎えにならなくちゃいけませんね」とこの苦労人の女は言った。

## 登場人物
城所昇
27歳。浅黒い肌で、軽い段をなした稜線のはっきりした鼻と、切れ長の眼の美男。電力会社の優秀な土木技師でダム設計者。3年前に逝去した祖父・城所九造は会社の会長で、明治時代に福沢諭吉に共鳴し電力事業に携わり、東北地方の公益事業を手中に収めていた。母は産褥熱で死に、父も病弱で昇が10歳の時に他界したため、昇は祖父に育てられ、玩具は石や鉄ばかりだった。官能的なものを崇高化も軽蔑もせず身を委ね、色事に放埓だが、いつも即物的な関係で誰も愛さない。奥野川ダムが完成した年には33歳となる。
菊池顕子
24、5歳の人妻。丸顔で目に張りつめた光りがあり、やや厚手の訴えるような唇をしている。和服を着ていることが多い。夫以外の男とも色事を重ねたてみたが、不感症だった。多摩川の近くの閑静な住宅街に住いがある。そこから4、5丁離れた町に城所家がある。
瀬山
34歳。昇の同僚で総務課勤務。城所九造家の元書生で昇の幼い頃の知り合いでもある。広島県出身で角ばった顔の、三角形の小さな目。頑丈な体格の小男。調味料にラベルを貼り、家計簿を付けるのが趣味の小まめな男。宴会芸が得意。昇とは対照的に物事を人間主義的な観点や関係性から見る傾向がある。中央線N駅（中野駅）近くに居住。小肥りした妻と、憎らしいほどよく肥った5歳の息子がいる。
加奈子
銀座の酒場・リュショール（蛍）のマダム。元芸妓。40代の小柄な小肥りした女で御所人形のような目鼻立ちをしている。昇の祖父・九造が60歳の時に水揚げをした芸妓。リュショールは九造が加奈子のために建てた店。昇は会社帰りにこの店の2階の小部屋で私服に着替え、女に会いに行く習慣だった。
景子
リュショールの女給。少女歌劇団出身の姉さん株。昇はリュショールの女たちには手をつけない「素人専門」だったので、この店の女給たちから色恋なしで慕われていた。景子はのちに好いパトロンがつき、銀座に瀟洒な洋裁店を持つようになる。
房江
リュショールの女給。純情型で大そう痩せている。頬をすぼめて哲学的なことを離し、ときどき大きく見開いた潤んだ目を遠くへ向ける。昇がダム現場に行った頃に店を辞め、平凡な銀行員と結婚し老ける。
由良子
リュショールの女給。房子より3、4歳上で25歳くらい。大きなだらしない乳房を泳がせ、たえず歌を口ずさんでいる。あまり分別のない女。6年後のダム完成時には30歳を越える。
林技師長
奥野川ダム現場の技師長。日に焼けた顔の巨体。冬ごもり中はK町の事務所にいる。
田代
現場の技師。23歳。赤い頬をした若者で越冬者の中で最年少。本当の技術者が生涯持ちつづける自然な子供っぽさを早くも身につけている青年。昇の測量が正確で計算の迅速なことに全幅の信頼をかけ、尊敬し慕う。中学時代、母の軽い恋の相手にも嫉妬する母っ子だった。長い越冬期間で、朗らかさ薄れ、いらいらし傷つきやすくなる。
佐藤
現場の技師。原石調査の班長。昇と歳の近い25、6歳。入社後すぐに女気のない現場赴任だったので、本社にいた昇を羨ましがる。面長の、眉と目がやや吊り上った侍めいた顔立ち。古美術愛好家で仏像に似た片思いの恋人に夢のような幻想を抱いているが、長い冬ごもりで恋人への肉体的欲望だけが肥大してくる。彼女への熱意や意気込みを昇にたびたび相談する。
調理場の娘
宿舎の調理場で働いていた土地の娘。血の気の多すぎる顔に、まるで不釣合の叙情的な目鼻立ちをしている。或る女優に似ていると若い技師に言われ、過剰な自信を持っている。昇にアプローチするが無視され、腹いせに昇の嘘のゴシップを流す。宿舎が越冬態勢する時に土地の村へ帰る。その別れの際に自分の小さな写真を形見だと言って昇に渡す。
炊事夫
宿舎の調理場責任者。痩せた背の高い老人。飯を配って歩く姿から、技師たちの間で、「鍋鶴」という渾名がつけられている。
医師
宿舎就きの若い医師。許婚がいる。退屈な冬ごもり生活の間、ビタミン不足で風邪や壊血病の疑いの患者が数人出た時に、職業的多忙に気をよくする。
ランドローヴァーの運転手
エンジンの故障で瀬山と共に、宿舎に半年も足止めを食うはめになっても暢気に暮す屈託のない独身男。無聊をかこつということもなく、よく食べよく眠る。たえず流行歌を歌っているが、怠け者でスキーのような快活な遊びは好まない。食糧不足になった時に瀬山から、「お前が一番先に餓死すりゃあいいんだ」と罵られる。
千代子
搬送電話の交換手。軽い新潟訛りのある美しい声で挨拶をする。千代子の電話がかかるたびに、声を聞きたさに用もないのに皆が駆けあつまる。冬ごもり中の宿舎で唯一聞くことのできる女の肉声が交換手の声。
春江
搬送電話の交換手。千代子よりもやや低いが、潤いのある声で標準語で話す。落着いていて姉のようなやさしさがあり、たった一語にも微妙な感情の抑揚と思えるものがある声。若者たちには、千代子より春江の方に人気がある。
菊池祐次郎
顕子の夫。菊池証券取締役。37、8歳の恰幅のよい男で、頭をきれいに分け、眼鏡をかけている。堂々とした面立ちで温厚だと言ってもらいたいような顔をしている。社会的体裁を取り繕うことが第一の男で、妻を愛しているわけではない。
電力会社の専務取締役
現社長の義弟で人事権を握っている。瀬山が越冬資材の横流しや、その他の使い込みが本社にバレて首にされそうになった時、大口株主でもある昇は専務に瀬山の慰留を頼む。
小娘
東京での休暇の最後日に昇がスケート場で引っかけた娘。昇は南方帰りの船員だと偽りデートしたが、会話するうちに娘に興ざめして手はつけずに別れた。
房江の夫
30歳前後の平凡な銀行員。痩せて貧相な男。房江が流産ばかりして子供をできない不幸を除いては、夫婦2人でつつましく幸福に暮している。余暇で小説を書いているが、芸術に対して切手蒐集家のような幸福な夢を見すぎている。

## 文壇の反響
当時の反響としては概ね好評で力作だと評価されながらも、観念性を指摘されている傾向がある。
合評では大岡昇平が、「全体のスタイルが非常にのびのびとし、（中略）自然描写が簡潔で、よくできていて、全体としてりっぱな長編小説になっている」と評している。寺田透も、「全体としていうと、今まで三島さんがお書きになったものに比べて、これが絶対に一番いいと思う」とし、前半に比べて後半が弱いとしながら、観念的な作品と捉えて、自然描写も「詩」として見れば納得がいくと解説している。臼井吉見は、「布置結構の整った力作」で、最終回に精彩があると評しながらも、「この作のテーマは、才能のある作家が、これほどの努力をこめるに価するかどうかという問題がまずある」としている。
石原慎太郎は、三島の文体に見られる「美意識の構造」が、「ひとつの完成に近づいているようだ」と評し、「氏の文学的態度とともにひとつのエポック」だと指摘している。田中澄江は、『沈める滝』を読んで涙が出たとし、その主題を「愛の渇望」を描いたものと考察しながら、以下のように解説している。

## 作品評価・研究
『沈める滝』は『金閣寺』の前作に当る作品で、三島が自己の感受性、気質を超克しようとしていた〈過渡期〉の作品として位置づけられている。ここで採用を試みられた文体・構想・人物造型は、その後の三島文学に展開して受け継がれる先行的なものを多く含有している作品である。また、主人公・昇は、石原慎太郎の『太陽の季節』の主人公など、その後の近代小説の中に数多く出現するドライ青年たちの先駆的存在でもあるとされている。
佐藤秀明は、「観念的な主題を、ダム建設現場の困難な日常として具体的に描いたところに、この小説の達成がある」とし、典拠作品のある『潮騒』のようなものと違い、独自の小説世界を構築したことも、「プロの作家として一歩前進した」ものと解説している。
『沈める滝』を書いた三島の姿を、「道徳を信じない道徳家、愛を拒否する愛の詩人、詠歎的であることを恐怖する、しかもロマンティックな歎美家」と評する村松剛は、その文学世界を、「既成のものを信じないという立場に立って、その荒廃の上に、あらためて夢なり美なりを、人工的につくり出そうとするところに成りたってきた」としながら、以下のように解説している。
そして村松は、三島自身が『沈める滝』について〈一種の貴種流離譚〉 だと語っている点に触れ、その古典的形式を踏んだ構成や方法論を説明しながら、『源氏物語』の光源氏などとの違いについて、「（流離の運命におかれた）古典的ヒーローの多くが、愛を前提として、その愛のために苦しみ、物語はそれによって展開する」のに比し、『沈める滝』の昇は、「愛さないことを前提に、信じてもいない愛を〈合成〉することによって物語をみずからつくる」とし、三島が古典の「小説の原型」の世界を現代に置きかえる際に、「古い伝説の物語がおわったところから、新しい恋物語」を書いていると解説している。また村松は、フランスの批評家チボオデが『ドン・キホーテ』や『マダム・ボヴァリイ』に触れて、〈すぐれた小説は、過去の物語にたいする批判の形で生れてきた〉と評していることを鑑みながら。「ぼくは三島由紀夫の仕事をかえりみるたびに、その有名なことばを思い出すのである。彼はたしかに、古い夢の、神々の、死の自覚の上に立って、つねに仕事をしてきた作家であるといえるだろう。彼は神々を、錬金術師のように、合成することを夢みる。そこに彼の批評精神があり、光栄があり、そしてまた苦しみがあるばずなのだ」と考察している。
野口武彦は、三島が『沈める滝』を〈かつての気質的な主人公と、反気質的な主人公との強引な結合〉 と自作解説している点に触れ、「作者の〈気質〉は反〈気質〉的な主人公のうちに凍結されている」と、小説の比喩の縁語を使って解説し、「現実世界を即物的に、また無機的にしか愛することのできない」主人公・昇が、顕子を「白い屍の幻」と見て、「石」や「物」の世界に対峙していることに、三島が戦後世界の「現実の処遇の仕方そのもの」が表れているとし、「三島氏にはおよそ戦後世界に帰属するいっさいのものに対して、そこからはいかなる生体反応も期待しないかのごとく、あたかも屍体――もはや無機物でしかないところの有機体――に接するかのような営みに及ぶ」と考察している。また野口は、〈一種の貴種流離譚〉というテーマについて、三島が少年時代から持っている「アンジェリスムの志向」の意識、三島の諸作品に見られる「人間世界にまぎれこんだ異郷の貴種の面持」だとし、以下のように論考している。
そしてこういった三島本来の「アンジェリスム」の気質を『沈める滝』ではまだ禁じて抑えようとしていた三島であるが、それ以前の『真夏の死』で看取され予感されていた「本然の主題の復活」、「〈気質〉が招来してやまぬ主題の再現」に、古典主義の時代（『潮騒』の頃）に体得した「自己他者化の方法」が化合する「三島文学の第二幕」がその後の『金閣寺』以降に始まると野口は論考し、それまでの「過渡期」の前奏曲に当る作品が『沈める滝』だと解説している。

## ラジオドラマ・朗読
- 文芸劇場『沈める滝』（NHKラジオ第一）
  - 1976年（昭和51年）2月28日 21:05 - 22:00
  - 脚色：鈴木新吾。演出：前田充男。制作：秋山成次
  - 出演：西岡徳美、高部滋子
- 朗読『沈める滝』（NHK-FM） 
  - 1968年（昭和43年）11月11日 - 30日（全17回） 毎週月曜 - 土曜日 10:45 - 11:00
  - 朗読：阪口美奈子
  - ※ 11月23日は休み。

## おもな刊行本

### 単行本
- 『沈める滝』（中央公論社、1955年4月30日） NCID BN15725104
  - 装幀：高久広。背角（コーネル）クロス紙継ぎ装。淡赤色帯。321頁。帯に臼井吉見、本田顕彰、寺田透による作品評。
- 『沈める滝』（中央公論社、1956年10月5日）
  - 装幀：生沢朗。布装。機械函。
- 文庫版『沈める滝』（中公文庫、1959年8月25日）
  - カバー装幀：藤野一友。茶色帯。解説：寺田透
- 文庫版『沈める滝』（新潮文庫、1963年12月5日。改版1970年、2004年4月20日）
  - 解説：村松剛。
  - ※ 2004年より、カバー改装：新潮社装幀室。朱色帯。

### 全集
- 『三島由紀夫全集9巻（小説IX）』（新潮社、1973年6月25日）
  - 装幀：杉山寧。四六判。背革紙継ぎ装。貼函。
  - 月報：北杜夫「初期作品の思い出など」。《評伝・三島由紀夫 2》佐伯彰一「ハワイにおける三島由紀夫」。《同時代評から 2》虫明亜呂無「『潮騒』『沈める滝』をめぐって」
  - 収録作品：「潮騒」「博覧会」「鍵のかかる部屋」「復讐」「詩を書く少年」「志賀寺上人の恋」「水音」「沈める滝」「海と夕焼」「新聞紙」「商ひ人」「山の魂」「牡丹」
  - ※ 同一内容で豪華限定版（装幀：杉山寧。総革装。天金。緑革貼函。段ボール夫婦外函。A5変型版。本文2色刷）が1,000部あり。
- 『決定版 三島由紀夫全集5巻 長編5』（新潮社、2001年4月10日）
  - 装幀：新潮社装幀室。装画：柄澤齊。四六判。貼函。布クロス装。丸背。箔押し2色。
  - 月報： 売野雅勇「言葉の音楽」。長野まゆみ「三島由紀夫が終わせたもの」。［小説の創り方5］田中美代子「女人変幻」
  - 収録作品：「女神」「沈める滝」「幸福号出帆」「『沈める滝』創作ノート」「『幸福号出帆』創作ノート」